# Once Upon a Time (film 2008)
Once Upon a Time (원스 어폰 어 타임?, Wonseu-eopon-eo-taimLR) è un film del 2008 diretto da Jeong Yong-ki.

## Trama
Nel 1945, mentre la Corea si trova sotto la dominazione giapponese, un truffatore e una ladra decidono di mettere insieme le forze per organizzare un eccezionale colpo.